# 尼野ゆたか
尼野 ゆたか（あまの ゆたか）は、日本のライトノベル作家である。

## 概要
兵庫県尼崎市生まれ。「ゆず」という犬を飼っているという。
2004年に第16回ファンタジア長編小説大賞（現: ファンタジア大賞）で、筑後啓太名義で投稿した作品『ムーンスペル!!』が、鈴木大輔の『ご愁傷さま二ノ宮くん』とともに佳作を獲得し、同作の書籍化とともにデビューを果たしている。
ハードロック／ヘヴィメタルのファンであり、デビュー作『ムーンスペル!!』にはムーンスペルをはじめとしたメタルバンドからの引用が多い。
『戦国昼寝姫』は富士見L文庫のレーベル初となる戦国時代を舞台とした小説となっており、「大阪ほんま本大賞」にもノミネートされている。

## 書籍化作品
ライトノベル
- 『ムーンスペル!!』シリーズ（イラスト: ひじりるか、富士見ファンタジア文庫〈KADOKAWA〉）[5]
- 『かしこみっ!』シリーズ（イラスト: bb、富士見ファンタジア文庫〈KADOKAWA〉）[6]
- 『響空のエレメントバレット』シリーズ（イラスト: せんむ、富士見ファンタジア文庫〈KADOKAWA〉）[7]
- 『フロムエース』シリーズ（イラスト: 瑠奈璃亜、富士見ファンタジア文庫〈KADOKAWA〉）[8]
- 『Corruption Garden』（原作: Caz、原案: IKEDA、PHP研究所）[9]
- 『事件現場のソクラテス』（イラスト: SNC、星海社FICTIONS〈星海社発行・講談社発売）[10]

ライト文芸
- 『十年後の僕らは物語の終わりをまだ知らない』（イラスト: sime、富士見L文庫〈KADOKAWA〉）[11]
- 『お直し処猫庵』シリーズ（イラスト: おぷうの兄さん、富士見L文庫〈KADOKAWA〉）[12]
- 『戦国昼寝姫』シリーズ（イラスト: 鈴ノ助、富士見L文庫〈KADOKAWA〉）[13]
- 『大江いずこは何処へ旅に』（イラスト: 大宮いお、二見サラ文庫〈二見書房〉）[14]
- 『神様の恋愛相談請け負います 僕と白猫の社務日誌』（イラスト: ゆき哉、富士見L文庫〈KADOKAWA〉）[15]
- 『お邪魔してます、こたつ犬』（イラスト: ねこまき（ミューズワーク）、富士見L文庫〈KADOKAWA〉）[16]
- 『生贄妃は天命を占う 黒猫と後宮の仙花』（原案：佐々木禎子、イラスト: 紫藤むらさき、富士見L文庫〈KADOKAWA〉）[17]
- 『期間限定皇后』（イラスト: SNC、二見サラ文庫〈二見書房〉）[18]
- 『あやかし開化の音がして 降魔の家に嫁に行く』（イラスト: 篁ふみ、集英社オレンジ文庫〈集英社〉）[19]

アンソロジー寄稿
- 『5分後に起こる恐怖』シリーズ（西東社）[20][21]
  - 『世にも奇妙なストーリー闇巣喰う町』（以下、尼野ゆたかの作品）
    - 「同じ目に」、「世界のバランス」、「生放送動画」、「スーパースパイダー」

  - 『世にも奇妙なストーリー影彷徨う町』（以下、尼野ゆたかの作品）
    - 「財布の中の十円玉」、「お姫さま気分」、「日記」、「いらないプレゼント」、「人気のない病院」